# Los Silverton's
Los Silverton's fue una banda peruana de rock formada en Callao en el año de 1960.
Tito Rojas, la voz del grupo, en 1960, funda junto a amigos del Callao la banda Los Silver Twisters, con quienes incluso llegan a presentarse en televisión, en el programa Mediodía Musical del canal 4. Pero entre 1965 e inicios de 1967 la banda cambia y se constituye Los Spectros.
A mediados de 1967, Tito Rojas y Coco Cotos deciden crear Los Silvertons, para hacer frente, como grupo chalaco, al éxito que estaban teniendo Los Dolton's, agrupación limeña. Siguiendo esta línea, es su primera presentación en vivo, que se realizó en el desaparecido Parque Salazar, en un mano a mano con Los Dolton's.

## El nombre de la banda
El primer grupo que formó Tito Rojas en 1960 se llamó "Los Silver Twisters" estuvieron juntos hasta 1963 donde fueron el grupo oficial del programa mediodía musical del canal 4, las siguientes presentaciones los llevaron a formar otro grupo musical en el año 1965 hasta 1967 llamado "los Spectros", (no confundir con el grupo Cusqueño) a finales de 1967 Coco Cotos y Tito Rojas deciden crear "Los Silverton's".

## Historia

### Inicios
La idea de crear el grupo fue de Tito Rojas apoyada por Coco Cotos, pues había aparecido en el medio artístico el grupo los Doltons que eran de Lima y es cuando se les ocurre la idea de que un grupo chalaco salga al frente para hacerle la competencia, particularmente tuvieron mucha influencia como cantantes a Elvis Presley y como grupo a los Beatles.
La primera vez que tocaron frente al público como "los Silverton's" fue en el parque Salazar de Miraflores (hoy convertido en Larcomar) actuaron para 2000 personas alternando con los Doltons, experiencia que tuvieron siendo estudiantes lograron sacar al grupo hacia la fama y recibieron el apoyo de Sears Roebuck del Perú, para ser sus representantes en su línea de equipos de sonido de marca silvertone.
Una anécdota que cuentan es que experiencia más amarga fue que fueron a una gira a la ciudad de Huancayo y el empresario desapareció y los dejó allí con instrumentos y sin dinero para regresar a Lima.
Su primera presentación en TV fue en "el clan del cuatro" conducido por Diana García estuvieron nerviosos pero emocionados y todo salió bien.

## Contrato con MAG
El primer contrato para grabar un disco lo consiguieron por una amiga brasileña con quien sostenían un intercambio estudiantil, cuando regresó a su país les envió el acetato en portugués de la Vuelta de Roberto Carlos quien lo había grabado fuera de la disquera CBS, La CBS al enterarse lo requisó y no salió a la venta, esa canción la tocaron en una casa particular y los escuchó el señor Guerrero, dueño de discos MAG, los citó a su estudio, les hizo tocar ese tema ("la Vuelta") lo grabaron y los contrató como exclusividad.
El transporte de instrumentos lo hacían en la camioneta del padre de Tito Rojas.
Alguien ha comentado que el estilo de los Silverton's tiene los matices de las olas reventando sobre la playa y de la brisa en los atardeceres marineros. La
observación corresponde, en gran medida, al espíritu de cuatro de los cinco integrantes del conjunto, nacidos en el puerto del Callao.
Es interesante seguir el derrotero de estos "Cocos" en las actividades artísticas y musicales, cobijados bajo el mismo techo de éxitos con la denominación de Silverton's.

## Primeras grabaciones
Tito Rojas se inició cantando música criolla y poco a poco fue incorporándose a la leguion de nuevaoleros. Alguien comento que su voz tenía algunas matices de "plata" fue entonces que pensó organizar un conjunto con este nombre los tonos de plata. cuando pudo hacerlo escogió el equivalente en inglés por eso el grupo se denomina Los SILVERTON'S que viene a ser lo mismo.con su cantante Tito Rojas nos trajeron lindas interpretaciones al estilo beat, Los Silverton's grabaron su primer LP para el sello Mag titulando este LP "La Vuelta" fueron 12 temas que hicieron furor en aquellos años. sus temas fueron " La Vuelta", "te vi llorar","es la lluvia que cae", "se que no volverás", "llora conmigo", "te puedes ir en paz", 'por ti estoy sufriendo", "La Moto", "Vivo sin ti", "no cometere ese error", "Palabras de amor",
Al gran éxito alcanzado por el primer volumen de estos muchachos chalacos, vuelven a grabar para el sello mag y se suma "Más éxitos de Los Silverton's volumen 2" un disco de larga duración en donde presentaron diez impactos nuevaoleros todos ellos con ese estilo que los llevó al éxito definitivo.

### Separación de la banda
Su última presentación juntos fue en la Feria del Hogar. Tocaron juntos hasta 1970 donde se desintegra el grupo por motivos personales y por viajes.
Coco Cotos vive en Paterson (Nueva Jersey), es cristiano y allí trabaja. Coco Guerra es contador público. Coco García trabaja en la Aduana. Tommy Davis vive en Bélgica. Tito Rojas continúa cantando en Perú, y aunque no hay alguna posibilidad de reunión, existen algunas bandas que conocen su repertorio.
Tito Rojas murió a primera hora de la mañana del 16 de mayo de 2015.

## Discografía

### Sencillos
- "NO LO DUDES" (MAG 1967)
- "CERCA DE LAS ESTRELLAS" (MAG 1969)

### Álbumes de estudio
```
La Vuelta (MAG 1967)
```

Lado A
- 01 - La vuelta
- 02 - Te vi llorar
- 03 - Es la lluvia que cae
- 04 - Ternura
- 05 - Sé que no vendrás
- 06 - Llora conmigo

Lado B
- 01 - Te puedes ir en paz
- 02 - Por ti estoy sufriendo
- 03 - La moto
- 04 - Vivo sin ti
- 05 - No cometeré ese error
- 06 - Palabra de amor

```
Más Éxitos de Los Silvertons (MAG 1968)
```

Lado A
- 01 - Te amo go-go
- 02 - No hay tiempo que perder
- 03 - Novia de verano
- 04 - Un rincón del corazón
- 05 - Viento dile a la lluvia

Lado B
- 01 - El desengaño go-go
- 02 - Escuchas mi amor
- 03 - ¿Qué pasa en la gente?
- 04 - Formas de las cosas que quieres
- 05 - Cuarto blanco

```
El estilo y sonido especial  (El Virrey 1969)
```

Lado A
- 01 - No lo dudes
- 02 - Cerca de las estrellas
- 03 - Un adiós
- 04 - Inmenso amor
- 05 - Amiga mía
- 06 - Cuéntame

Lado B
- 01 - Atardecer
- 02 - Melodía de amor
- 03 - La fiesta terminó
- 04 - Sombras solo sombras
- 05 - Sin flor, sin amor
- 06 - Recuerdos en la noche